# День за днём (телепередача)
«День за днём» — утренняя информационно-развлекательная программа, выходившая на ТВ-6 с 9 ноября 1998 по 21 января 2002 года с понедельника по пятницу утром, до 27 июля 2001 года также и днём.
Концепция, форма и общее содержание программы менялись несколько раз.

## История

### 1998—2001
Идея создания утреннего телеканала на ТВ-6 возникла осенью 1998 года, после того, как продюсер недавно возникшей программы канала РТР «Доброе утро, Россия!» Игорь Шестаков был вынужден покинуть ВГТРК из-за финансовых и организационных проблем. После перехода Шестакова с концепцией своего утреннего телеканала в штат ЗАО «МНВК» (ТВ-6), в структуре этой телекомпании им сразу же было создано новое подразделение, которое получило название «Служба утреннего вещания МНВК». Пилотный выпуск утреннего телеканала, который получил название «День за днём», вышел в эфир 9 ноября 1998 года в 9:00. Постоянный показ передачи начался с 16 ноября 1998 года, с 7:00, затем с 6:50 до 8:45 ежедневно по будням, с понедельника по пятницу. До создания программы утренний эфир ТВ-6 занимали, в основном, мультфильмы и детские или подростковые телесериалы, короткие выпуски новостей, сводка городских происшествий «Дорожный патруль», а также музыкальные программы «Диск-канал» и «Любишь-смотри». На протяжении всей программы в правом верхнем углу отображались стрелочные часы жёлтого цвета с указанием текущего времени по Москве. Эти же часы также демонстрировались в программе «Дорожный патруль» в 8:45 (до сентября 2000 года) и в телемагазине «Спасибо за покупку!» в 14:50 (весной-летом 1999 года), выходивших по окончании программы.
В первом и частично втором сезоне она выходила в формате «телерадиогазеты», совместного проекта ТВ-6 и радиостанции «Ностальжи». «День за днём» в то время можно было одновременно смотреть по телевизору на ТВ-6 или слушать по радио «Ностальжи», так, что любой недосмотренный телесюжет можно было спокойно дослушать по радио в другой комнате или в машине, по пути на работу. Изначально данный формат планировалось запустить летом 1998 года на РТР, «Радио России» и «Ностальжи», но в силу разных причин этого не произошло.
Персонал передачи был набран, в основном, из бывших сотрудников студии (ТПО) «Репортëр» РТР, в рамках которой Шестаков работал вместе с Михаилом Дегтярëм и Андреем Сычëвым, или же из предыдущей программы Шестакова «Вести в 11». Ведущими утреннего канала поначалу поочерёдно были радиоведущий Анатолий Кузичев и бывшая ведущая программы РТР «Вести в 11» Елена Турубара (в эфире здесь и далее представлялась как Лёля). Составными частями структуры утреннего канала были авторские рубрики, которые представляли свои ведущие: «Календарь» с Татьяной Лимановой, «Аптека» с Татьяной Браславской, «Автобаза» с Евгением Русавским, «Девушка-2000» с Анастасией Чернобровиной, «АМБА-ТВ» (юмористическая рубрика, которую делали участники команды КВН «Махачкалинские бродяги», далее до 2001 года выходила в эфир отдельно), «Новости без мозгов», «Ночная жизнь» с Романом Макеровым, «Окно в Европу» с Дмитрием Киселёвым и «Короче!» с Константином Лемешко (полезные советы для мужчин и женщин, телеверсия тематических глянцевых журналов). Раз в 15 минут с основания утреннего канала и до 31 августа 2001 года в эфир выходила «Шкала новостей» — информационная программа, коротко рассказывавшая о событиях в стране и за рубежом за прошедшие сутки. Её представляли из отдельной студии журналисты-информационщики Михаил Черваков, Константин Корольков, Зоя Милославская, Алексей Воробьёв. Последний, при этом, помимо «Шкалы новостей», вёл рубрику «Финансы», где рассказывал о событиях в области экономики и ситуации на биржевых рынках; кроме него, в рубрике присутствовали прямые включения и интервью как собственных корреспондентов (Игорь Евтеев, Наталья Давыдова), так и финансовых экспертов. В рамках программы также выходили свежие российские и зарубежные музыкальные видеоклипы, зарядка с участием звёзд российского шоу-бизнеса и интервью с видными деятелями политики, культуры, кино и шоу-бизнеса. Некоторое время оставались и короткие врезки от авторов и ведущих программы «Диск-канал» Романа Скворцова и Ильи Легостаева. Утренний и дневной каналы до начала 2001 года завершались демонстрацией титров с указанием всего штатного персонала Службы утреннего вещания МНВК, при этом далеко не всегда предоставляемый в них список лиц соответствовал тому, что реально отработал в завершившемся эфире.
С 1 марта 1999 года с 13:05/13:10 до 15:00 стал также выходить и дневной выпуск. В его рамках существовали собственные рубрики, одной из которых была «Давайте жить отлично!» (ДЖО), видеодневник из жизни американца по имени Джо, рассказывавшего зрителям о том, как вести домашнее хозяйство без лишних хлопот. В эфире утренне-дневного канала примерно тогда же стали появляться и другие, новые авторские рубрики, такие, как афиша культурных событий, которую представляла Ольга Шакина, а также «Специальный репортаж». Авторами спецрепортажей были молодые тележурналисты Александр Милославов, Роман Толокнов и Константин Мошков. Ольга Шакина также в то время вела отдельную рубрику, в которой в неформальной обстановке расспрашивала представителей шоу-бизнеса об их культурных пристрастиях, в частности — об их любимых музыке или кинофильмах. На дневном канале стали выходить ещё и «Новости науки»: мужской закадровый голос несколько минут под видеокартинки (как под собственные съёмки ТВ-6, так и под полученные по каналам информагентств) рассказывал о новостях, курьёзах и последних достижениях в науке, технике и медицине.
С осени 1999 года программа стала выходить из новой, более вместительной студии в «Останкино», тогда же стало постепенно вводиться её парное ведение: сначала в эфире утреннего канала появилась пара Анатолий Кузичев и Татьяна Лиманова, а с марта 2000 года дневной выпуск стали вести бывший ведущий передач «Мужской клуб» и «Краткий курс» Артур Крупенин в паре с Еленой Турубарой. В основу каждого эфира было положено обсуждение ведущими между собой и со зрителями той или иной житейской проблемы. В студии программы работал прямой телефон, и любой зритель имел возможность позвонить по нему в прямой эфир программы и задать интересующий его вопрос; свои сообщения можно было присылать и на официальный пейджер. Дневные эфиры по пятницам стали строиться на интерактиве и общении между собой в студии дочери и матери. Такие выпуски вели Турубара и её мать Елена Всеволодовна. Тогда же у Ольги Шакиной появляется рубрика «Путеводитель по жизни», в которой она рассказывала о жизни в разных странах мира и предоставляла информацию для туристов. Рубрики «Шкала новостей» и музыкальная пауза стали выходить в несколько ином виде: теперь окно с ведущим, видеофрагментами новостей или музыкальным клипом стало размещаться в левом верхнем углу телеэкрана, а остальное место занимали инфобары с курсами валют на сегодня, бегущие строки со свежими новостями или гороскопом.
25 октября 1999 года, в связи с прекращением сотрудничества ТВ-6 с «ТСН», дневной выпуск программы вышел в эфир на пять минут раньше запланированного, в 13:00. Сделано было для того, чтобы заполнить сетку вещания во избежание возникновения там 5-минутной дыры. Изменение сетки было замечено даже в аппаратной ТСН-6, где в тот момент параллельно продолжали делать свои новости. С 26 октября ранее занимаемые тайм-слоты ТСН в 9:00, 11:00/13:00 (чередуясь с программой «ЦитаДень») и 15:00 (до 28 января 2000 года) перешли к Службе утреннего вещания МНВК. В эти тайм-слоты выходили отдельные выпуски «Шкалы новостей» (в печатных изданиях указывались как «Новости»), в них был представлен обзор свежей прессы, ведущей которого была Зоя Милославская. Некоторые статьи газет рецензировались в сюжетах, сделанных корреспондентом Александром Милославовым.
С того же момента по праздникам (3-5 и 7 января, 8 марта, 9 мая, 12 июня, 7 ноября и 12 декабря) выходили специальные выпуски утреннего канала, в том числе и в формате выездных выпусков в Софрино или же телеконцертов. В 1999 и 2000 годах по случаю годовщины со дня первого выхода в эфир передачи проводились большие праздничные концерты с участием звёзд российской эстрады, которые затем показывались по ТВ-6 в рамках дневного канала. 15 ноября 1999 года также вышел в эфир праздничный постановочный эфир, в котором были показаны неудачные или смешные моменты со съёмок рубрик, а также разыгран юмористический скетч между Анатолием Кузичевым и Татьяной Лимановой: Кузичев оказывается в студии с похмелья, говорит нелепые фразы, забывает о дне рождения программы и намеренно искажает события концерта и названия рубрик передачи, а Лиманова пытается восстановить правильную картину. В прямом эфире в тот день работала только «Шкала новостей».
С 19 июня по 29 сентября 2000 года перед эфиром выходила короткая развлекательная программа «Вставай!» (по будням утром в 6:50). С того же момента вместо Татьяны Лимановой в паре с Анатолием Кузичевым утренние эфиры стала вести бывшая ведущая детских программ ТПО «Рост» РТР под управлением Андрея Меньшикова Олеся Лосева. Эфирные пары специально составлялись из разновозрастных и разнополых ведущих, для контраста, поскольку, по мнению руководителей утреннего канала тех лет, у разных представителей молодёжи существуют разные взгляды на те или иные жизненные вопросы или проблемы, поднимаемые в ежедневных эфирах.
В августе 2000 года Константин Мошков уходит из программы и начинает делать на ТВ-6 свою интернет-программу «Сеть» совместно с Иваном Усачёвым, автором программы «Вы — очевидец» и её ответвлений. Меняется состав ведущих «Шкалы новостей»: Константин Корольков уходит на канал ТВЦ, при этом рубрику стали вести Андрей Негру, Владимир Якименко, Татьяна Лиманова и Андрей Белькевич; из старого состава ведущих рубрики остался только Алексей Воробьёв. Появляется новая рубрика совместного теле- и радиовещания «Шизгара-шоу» родственного ТВ-6 «Нашего радио», ведущими её были Ольга Максимова и Коля Маклауд. Среди других рубрик утреннего канала были «День за днём. Бюро счастья», «Шоу мокрых маек», «Лузер-шоу», «Абитуриент-2001», «День за днём. Два вопроса» с Сергеем Кощеевым, детская страничка «День за днём. Хорошая компания!» с Константином Карасиком, «ВЕЩЬ!» с Анастасией Чернобровиной или другими корреспондентами передачи. Обзоры прессы вместо Зои Милославской стал вести Александр Милославов. В рамках региональных рекламных окон под соответствующей эфирной шапкой без логотипа ТВ-6 могли часто показываться сюжеты, снятые в формате скрытой рекламы. Под видом журналистского материала или репортажа с места событий корреспонденты службы утреннего вещания ТВ-6 в течение нескольких минут рассказывали о недавно состоявшейся выставке, о недавно открывшемся магазине, о кондитерских изделиях, выпускаемых на той или иной фабрике, или же о преимуществах тех или иных туристических агентств или БАДов.
В дни государственного траура в России содержание утреннего и дневного телеканалов на ТВ-6 (в частности, 23.08.2000 и 05.07.2001) оставалось без изменений, о случившихся событиях в его эфире можно было узнать только из блоков новостей. При этом после событий 11 сентября 2001 года через сутки (12.09.2001) плановый эфир программы был отменён, вместо него был поставлен продолжительный утренний новостной эфир по теме с ведущим Алексеем Воробьёвым.
Со 2 октября 2000 года, в связи с перемещением границы начала вещания канала ТВ-6 на 6:00, эфирное время утреннего канала было расширено на 2 часа 45 минут. Эфир стал проходить в двух частях с 6:00 до 6:45 и с 7:00 до 9:00, с перерывами на программу «Дорожный патруль», который разбивал его трансляцию на две неравные части. Со 2 по 6 октября 2000 года первая часть программы, которая выходила с 6:00 до 6:45 до перерыва на утренний выпуск «Дорожного патруля», в печатных изданиях называлась «Утро за утром». Со 2 октября 2000 по 29 июня 2001 года её вели Наталия Офицерова и Сергей Бронников (режиссёр программы и выпускающий режиссёр прямого эфира), прямо из аппаратной. Основные ведущие приходили в свою студию только к 7:00 мск. С того же момента и до 31 августа 2001 года, по аналогии с бывшим родственным каналом ОРТ, эфир блока в 6:00 и канала ТВ-6 в целом стал открываться с видеоклипа на патриотическую песню «Моя страна» (авторы — Алла Пугачёва и Илья Резник), которую в те годы предлагалось использовать в качестве возможного варианта нового государственного гимна. В то же время вторая часть программы стала открываться тогдашней заставкой часов ТВ-6 (до середины августа 2001 года). Афишу культурных событий стали представлять молодые тележурналисты Арина Мороз (до июля 2001 года), Алёна Ефремова и Екатерина Бурлакова, за Ольгой Шакиной осталась её авторская рубрика о странах мира «Путеводитель по жизни» (в рамках которой она также периодически начала выезжать в страны мира и города, о которых шла речь).

### 2001—2002
Со 2 апреля 2001 года, в связи с частичным изменением сетки вещания на ТВ-6, меняются время выхода в эфир дневного выпуска и его содержание. Название передачи в заставке стало сокращаться до DZD. Эфир стал проходить в двух частях с 13:30 до 14:59 и с 15:20 до 15:50, с перерывами сначала на выпуски «Новостей» производства Службы информации МНВК, затем (с 19 апреля по 25 мая 2001 года) — на специально подготовленные эфиры «Шкалы новостей», созданные для заполнения эфирного таймслота с 15:00 до 15:15 из-за ухода с канала ТВ-6 большей части старого состава информационной редакции (с 28 мая 2001 года эфир новостей в 15:00 перешёл к бывшим журналистам Службы информации НТВ). Ведущей дневного эфира стала бывшая ведущая программы ОРТ «Женские истории» Татьяна Пушкина по инициативе главного продюсера ТВ-6 Ивана Демидова. Артур Крупенин и Елена Турубара были по его же решению убраны из эфира, им было предложено заниматься собственными проектами. В перспективе руководство дневного канала хотело перестроить его эфир из молодёжного в сторону более женской и возрастной аудитории, при этом в реальности он был переформатирован в программу-интервью с приглашёнными гостями из мира шоу-бизнеса.
С июня 2001 года начинаются изменения, к которым были причастны уже перешедшие на канал ТВ-6 бывшие сотрудники НТВ во главе с Евгением Киселёвым: передача стала одной из немногих оставшихся после «чистки» сетки вещания канала. Вместо рубрики «Автобаза» с Евгением Русавским на утреннем канале стал выходить «Автопортрет» (другое название — «Автоновости») с ведущим Олегом Богдановым, который до весны 2001 года вёл в утреннем эфире НТВ похожую программу «Карданный вал». В рамках своей рубрики, как и в предыдущей своей программе, шедшей на НТВ, Богданов рассказывал последние новости из мира автомобилестроения и автоспорта, проводил авторские тест-драйвы новых моделей машин, представлял репортажи с крупных автосалонов мира.
С 18 июня 2001 года утренний эфир стала представлять новая контрастная пара разновозрастных ведущих: Елена Турубара и Олеся Лосева. В блоке с 6:00 до 6:45 стали выходить, в основном, международные видеообзоры интересных событий и курьёзов, подготовленные корреспондентами или редакторами телеканала. С июня по август 2001 года в рамках «Шкалы новостей» также стали рассказываться и последние новости из мира спорта — кто-либо из редакторов канала зачитывал текст новостей под картинки видеотрансляций и турнирные таблицы с результатами игр. В то же время сами выпуски «Шкалы новостей» стали снова выходить в полноэкранном режиме, не сопровождались экранными жёлтыми часами в правом верхнем углу. Репортажи для них стали делать редакторы-международники из Службы информации ТВ-6, в том числе и под псевдонимами (например, Катерина Гордеева — «Мария Рассказова»). Некоторое время в составе программы выходила интерактивная программа «WWW.TV6.RU», ранее выходившая в эфир как отдельная передача в дневном эфире. Затем её заменили на рубрику «WWW.СЕТЬ.RU», где основные ведущие представляли обзор интересных публикаций в сети Интернет. По инициативе бывших руководителей НТВ в утреннем эфире ТВ-6 был прекращён показ скрытой рекламы (см. выше) под видом корреспондентских материалов, вместо них под шапкой региональной рекламы стали выходить блоки анонсных роликов теледня ТВ-6. Показ музыкальных клипов (в основном, зарубежных) стал снова проходить в полноэкранном формате, в нижней части экрана светились только плашки и текст гороскопа. Прогноз погоды с улицы представляли основные ведущие программы или кто-то один из них, выходя на некоторое время из телестудии к Останкинскому пруду. Музыкальные паузы с видеоклипами вставлялись в эфир на время возвращения ведущих с улицы обратно в студию.
Дневной канал новое руководство ТВ-6 первое время (летом 2001 года) хотело сохранить в сетке вещания, в связи с чем пыталось организовать кастинги новых пар ведущих для его дальнейшего существования. Среди участников того кастинга были Анатолий Кузичев, Татьяна Пушкина, а также бывший корреспондент Службы информации НТВ Ашот Насибов и бывшая ведущая закрытых ранее передач ТВ-6 «Аллё, народ!» и «Ой, мамочки!» Тина Канделаки. В тот момент пришедшие с НТВ на ТВ-6 менеджеры часто предлагали многим сотрудникам из старого трудового коллектива шестой кнопки другие передачи и должности, не всегда соответствовавшие их предыдущему трудовому стажу на канале. Несмотря на это, 27 июля 2001 года дневной эфир в последний раз вышел в эфир на ТВ-6 (на тот момент его время выхода в эфир переместилось на 12:15) и был окончательно закрыт. Выходившая в дневном эфире рубрика «Давайте жить отлично!» (ДЖО) переместилась на канал СТС.
С 27 августа 2001 года программа выходила из новой студии (изменён задний фон, картинка которого теперь стала меняться в зависимости от текущего сезона; ранее на этом месте был пейзаж Голливудских холмов со знаком Голливуда, где вместо слова HOLLYWOOD было написано название программы).
С 3 сентября 2001 года хронометраж оставшегося в эфире утреннего телеканала был существенно сокращён (с 2 часов 45 минут до 1,5 часов), а сама структура передачи стала более динамичной. Общение ведущих между собой перебивалось как рубриками журналистов Службы утреннего вещания МНВК, так и программами, которые выпускал на ТВ-6 бывший журналистский коллектив НТВ: «Назло» с Андреем Черкизовым, «Тушите свет!» с Хрюном Моржовым и Степаном Капустой, а также выпусками информационной программы «Сейчас» (вместо «Шкалы новостей») раз в 30 минут с 7:00 до 9:00 мск. За производство последних отвечала уже Служба информации МНВК, а ведущими были молодые журналисты Андрей Белькевич, Алексей Воробьёв, Ксения Туркова и Алла Чернышёва. Каждый такой выпуск «Сейчас» в начале часа открывался с заставки часов ТВ-6 и не сопровождался экранными жёлтыми часами от программы «День за днём» в правом верхнем углу. В выпусках середины часа после блока общественно-политических новостей шли «Новости спорта» (по аналогии с НТВ), которые вели Сергей Наумов и Василий Соловьёв (до апреля 2001 года они вели такие же утренние спортивные блоки на НТВ), иногда Наталья Пакуева. Программе был выделен эфирный таймслот с 7:00 до 8:45, с 6:45 по 6:59 в эфир по-прежнему выходила сводка городских происшествий «Дорожный патруль». Внутри самого утреннего телеканала стали выходить и новые рубрики: «Техно News» с Дмитрием Солодуховым и Андреем Негру (обзор гаджетов и последних новостей из мира науки и техники), «Толстый и тонкий» с Еленой Турубарой (обзор глянцевых журналов за день), интервью с известными людьми в формате телемоста (в студии передачи появилась установка с телевизором, ранее использовавшаяся на других передачах ТВ-6). Обзоры свежей политической прессы с синхронами журналистов и главных редакторов газет и журналов стали представлять основные ведущие (Елена Турубара и Олеся Лосева), вместо ушедшего в интернет-программу Константина Мошкова «Сеть» Александра Милославова. С октября 2001 по январь 2002 года на утреннем канале также могли выходить репортажи о жизни участников запущенного тогда же на ТВ-6 первого российского реалити-шоу «За стеклом», прямые включения с места его действия.
10 сентября 2001 года с ТВ-6 уходит руководитель и основатель утреннего канала Игорь Шестаков, его заменяет генеральный продюсер МНВК Александр Левин. Через месяц на канале «Московия» (занимавшем часть эфирного времени на канале ТВЦ) в его дневном блоке при спонсорской поддержке пивоваренной компании «Балтика» появляется передача «Большое плавание» с ведущими Анатолием Кузичевым и Анастасией Чернобровиной (которым не нашлось места в эфире нового ТВ-6). Она строилась на беседе ведущих в студии с приглашёнными гостями из мира шоу-бизнеса и коммерческих видеосюжетах (среди них — шуточный анонс эфира, назначенный на 2 января 2002 года, где на протяжении 40 минут был показан молчаливый Дед Мороз). С этими ведущими передача существовала до июня 2002 года, а окончательно она была закрыта весной 2003 года.
С 14 января 2002 года эфирное время утреннего канала было частично расширено: добавлен блок с 9:25 до 10:00, к которому ведущие основной части (7:00-8:45) уже не были причастны.

### 2002—2003. Закрытие и трансформация утреннего блока на ТВС
Последний эфир утреннего телеканала состоялся на ТВ-6 в понедельник 21 января 2002 года. Ровно в полночь 22 января 2002 года вещание телеканала было прекращено по решению Министерства РФ по делам печати и телерадиовещания в связи с началом процесса ликвидации МНВК. В 7:00 мск 22 января 2002 года вместо очередного эфира передачи на бывшей кнопке ТВ-6 вышли демонстрационная версия спутникового канала «НТВ-Плюс Спорт» и выпуск новостей «Пресс-центр», который по инициативе руководителя спортивной редакции этого спутникового оператора Алексея Буркова провёл комментатор Василий Соловьёв (он же представлял и утренние выпуски новостей спорта на ТВ-6 с 2001 до 2002 года). На 6 ТВК в Москве был объявлен конкурс, который выиграла команда бывшего ТВ-6 во главе с Евгением Киселёвым.
За время отсутствия в телеэфире канала ТВ-6 последние ведущие утреннего канала Елена Турубара и Олеся Лосева успели перейти на каналы ОРТ и РТР в похожие утренние программы «Доброе утро» и «Доброе утро, Россия!» соответственно, а для нового канала ТВС, который с июня 2002 года стал вещать на месте ТВ-6, была сразу же написана новая концепция утреннего блока, которая по формату напоминала скорее ту, которую с 1996 по 2002 год использовал в своём эфире канал НТВ, бывшие сотрудники которого и составляли основу коллектива позднего ТВ-6 и ТВС. Название «День за днём», как и ещё несколько других, новому телеканалу было использовать запрещено, ввиду того, что в сентябре 2001 года ЗАО «МНВК», которой принадлежали права на вещание и контент под брендом ТВ-6, зарегистрировало его на своё имя. Поэтому с 3 июня 2002 года в эфире ТВС с 7:00 до 10:00, затем с 7:00 до 9:00 (с 11 ноября 2002 по 18 апреля 2003 года — с 6:45 до 9:00) стал выходить блок программ под условным названием «Утро на ТВС», состоявший из коротких передач новостного, публицистического и развлекательного характера, а также мультфильмов и музыкальных клипов. В печатных телепрограммах название каждой передачи прописывалось по отдельности, при этом справа от логотипа ТВС с сентября 2002 по июнь 2003 года с 7:00 или 6:45 до 8:59 во время показа таких программ всегда отображался чёрный или белый брелок с указанием текущего времени (МСК).
К выпуску нижеперечисленных программ были причастны по большей степени уже бывшие сотрудники НТВ, с привлечением некоторого количества бывших сотрудников непосредственно с ТВ-6. Среди постоянных рубрик «Утра на ТВС» были следующие короткие передачи, почти все из которых имели свои прототипы и на канале «День за днём»:
- «Спорт» с Сергеем Наумовым и Александром Кузмаком[154] (новости спорта в стране и мире)
- «Свободное время» с Надеждой Родионовой[155] и Василием Пичулом (последний — до августа 2002 года) (афиша культурных событий)
- «Публичные люди» с Сергеем Майоровым (до апреля 2003 года) (новости шоу-бизнеса, тележурнал о жизни знаменитостей)[156][157][158]
- «Паутина» с Александром Колтовым и Петром Иващенко (до конца марта 2003 года) (новости интернета, высоких технологий и компьютерных игр)[159][160][161][162][163]
- «ABS» с Олегом Богдановым, Алексеем Мочановым и Борисом Шульмейстером (до апреля 2003 года) (автомобильная программа, тест-драйвы, новости автомобилестроения)[164][165][166]
- «Место печати» с Владимиром Кара-Мурзой (обзор свежей политической прессы)[167][168]
- «Назло» с Андреем Черкизовым (авторский актуальный комментарий на злобу дня)[169]
- «Есть мнение» с Юлией Латыниной (авторский актуальный комментарий на злобу дня)
- «Тушите свет!» с Хрюном Моржовым, Степаном Капустой и третьим приглашённым ведущим (повтор вчерашнего эфира)[170]
- «Состав преступлений» (криминальная хроника, автором и руководителем проекта был Владимир Карташков[171][172]; ведущих в передаче не было, корреспонденты озвучивали сюжеты за кадром, как на старом НТВ в середине 1990-х годов в первой версии программы «Криминал»)
- «Музыка на канале ТВС» с Анной Семенович (до декабря 2002 года, затем до апреля 2003 года уже без ведущих) (показ российских музыкальных клипов)[173][174][175][176]
- Мультфильмы и мультсериалы (советские мультфильмы и мультсериал «Гарфилд и его друзья»)[177][178][179].

Часть передач делались для ТВС по принципу аутстаффинга — посредством вывода причастных к их производству лиц за штат телекомпании-вещателя и оформления его в штат аутстаффинговых компаний (студии «Артпроект» и «ОКай» соответственно, для программ «ABS» и «Публичные люди»).
С 7:00 до 9:00 в эфир раз в 15 минут выходили в эфир выпуски «Новостей» ТВС, которые вели Ксения Туркова и Алла Чернышёва, а также Алексей Воробьёв и Андрей Белькевич. Кроме этого, в 7:15 и 7:45, а также в 8:15 и 8:45 начали выходить в эфир короткие выпуски новостей. Они выходили в схожем формате, как на НТВ до захвата канала в апреле 2001 года в те же таймслоты — без ведущих, закадровый голос, принадлежавший кому-то из редакторов Службы информации, читал текст новостей под видеокартинки, полученные по каналам информагентств, а в конце рассказывал о курсе валют. На заднем плане играл новостной шпигель, который в больших выпусках звучал при представлении заголовков тем эфира. 31 марта 2003 года из сетки вещания канала были убраны выпуски новостей в 7:15 и в 7:45, освободившиеся места заняли мультсериал «Гарфилд и его друзья» и сатирическая передача «Тушите свет» соответственно.
В утреннем и дневном эфире выходного дня на ТВС оставались и программы, которые делали другие бывшие авторы утреннего канала «День за днём»: «Путеводитель» с Ольгой Шакиной (бывшая рубрика «Путеводитель по жизни», только теперь уже ведущая более подробно рассказывает о том или ином городе или стране, по-прежнему находясь непосредственно в стране или городе повествования; до конца 2002 года) и интернет-программа «Большая паутина» с Константином Мошковым (бывшая интернет-программа «Сеть», до конца марта 2003 года). Отдельные программы из утреннего блока ТВС также могли периодически появляться в дневном, вечернем или ночном эфире канала, как самостоятельные передачи и (или) дайджесты всего интересного за неделю («ABS», «Публичные люди», «Паутина» (короткая версия), «Свободное время», «Состав преступлений», «Есть мнение» и «Музыка на канале ТВС»). Последний эфир такого утреннего блока состоялся в субботу 21 июня 2003 года, через сутки (22 июня) телеканал ТВС был досрочно отключён от эфира.
После закрытия ТВ-6 и ТВС, а также ликвидации МНВК как юридического лица название «День за днём» использовала похожая телепередача на канале ВГТРК «Страна». Она существовала на базе другой программы «Утро России», в которую на тот момент вернулся Игорь Шестаков, а ведущими были Анастасия Чернобровина, Андрей Петров, Ирина Муромцева и Владислав Завьялов.

## Персоналии

### Ведущие
- Анатолий Кузичев (1998—2001)[204][205]
- Елена (Лёля) Турубара (1998—2002)[20][206][207]
- Анастасия Чернобровина (1998—2001)
- Игорь Евтеев (1998—2000)
- Михаил Черваков (1998—1999)
- Мария Королëва (1998—2001)
- Роман Макеров (1998—2001)
- Евгений Русавский (1998—2001)
- Константин Корольков (1998—2000)
- Татьяна Браславская (1998—2001)[208]
- Константин Лемешко (1998—2001)[209]
- Татьяна Лиманова (1998—2002)[21]
- Алексей Воробьёв (1999—2001)
- Зоя Милославская (1999—2000)
- Дмитрий Киселёв (1999)
- Ольга Шакина (1999—2002)[210]
- Константин Мошков (1999—2000)[211]
- Александр Милославов (1999—2001)
- Роман Толокнов (1999—2000)
- Ксения Терентьева (1999—2000)[212]
- Артур Крупенин (2000—2001)[205]
- Константин Карасик (2000—2001)
- Сергей Кощеев (2000—2001)
- Арина Мороз (2000—2001)[213]
- Олеся Лосева (2000—2002)[205][214]
- Андрей Белькевич (2000—2001)
- Андрей Негру (1999—2002)
- Владимир Якименко (2000—2001)
- Алёна Ефремова (2000—2002)
- Екатерина Бурлакова (2000—2002)[84][215]
- Татьяна Пушкина (2001)[216]
- Олег Богданов (2001—2002)[217]
- Дмитрий Солодухов (2001—2002)

### Главный редактор
- Борис Яновский (1999—2001)[218]